# مزرعه میرزا تقی
مزرعه میرزا تقی یک منطقهٔ مسکونی در ایران است که در دهستان سفیددشت واقع شده‌است.